# Sent Daunès
Sent Daunès (en francès Saint-Daunès) és un antic municipi francès, situat al departament de l'Òlt i a la regió d'Occitània.
El municipi tenia Sent Daunès com a capital administrativa, i també comptava amb els agregats de Carbonièr, la Boissa, las Saulas, Brugals, Vilars, Boet, Ventaurelh i Masselha.
El 2019 es va fusionar amb els municipis veïns de Sent Pantalion i Bagat per a formar el nou municipi de Sent Daunès, Sent Pantalion e Bagat.

## Demografia
| 1962                                       | 1968 | 1975 | 1982 | 1990 | 1999 | 2007 |
| ------------------------------------------ | ---- | ---- | ---- | ---- | ---- | ---- |
| 242                                        | 254  | 238  | 234  | 200  | 205  | 224  |
| Des de 1962: població sense dobles comptes |      |      |      |      |      |      |

## Administració
| Període | Identitat           | Partit |
| ------- | ------------------- | ------ |
| 2008-   | Jean-Claude Meunier |        |